# Henri Buisson
Henri Auguste Buisson (* 15. Juli 1873 in Paris; † 6. Januar 1944 in Marseille) war ein französischer Physiker.
Henri Buisson wurde 1901 in Paris promoviert. Von 1914 bis 1943 war er Professor an der 
Universität Marseille. Er war seit dem 9. Mai 1932 korrespondierendes Mitglied der Académie des sciences.
Charles Fabry und Henri Buisson gelten als Entdecker der Ozonschicht, da sie 1913 durch UV-spektroskopische Messungen erstmals Ozon in höheren Atmosphärenschichten nachweisen konnten.
Der Mondkrater Buisson wurde 1970 nach ihm benannt.